# Requeil
Requeil is een gemeente in het Franse departement Sarthe (regio Pays de la Loire). De plaats maakt deel uit van het arrondissement La Flèche. Requeil telde op 1 januari 2022 1.108 inwoners.

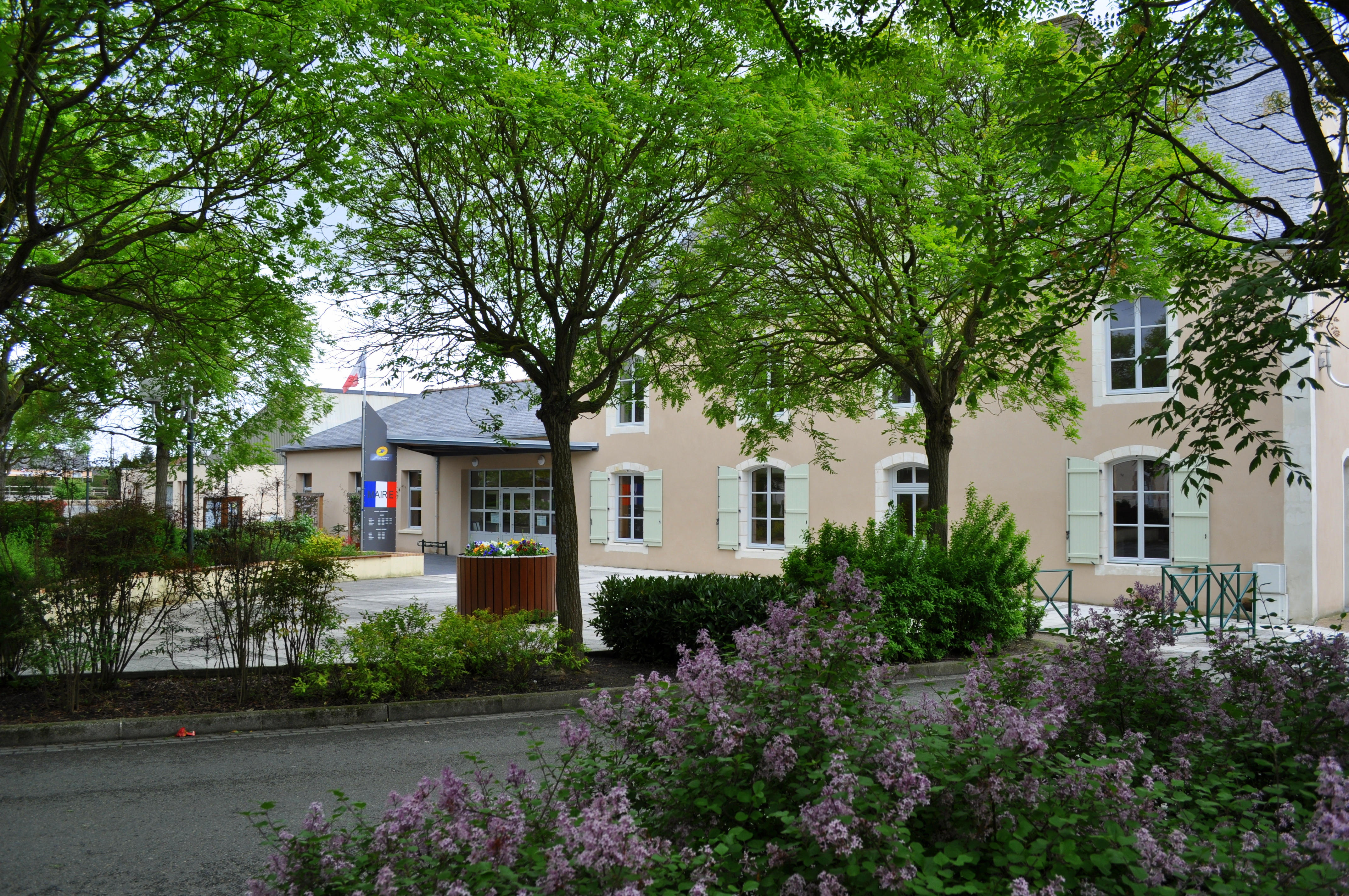
Gemeentehuis
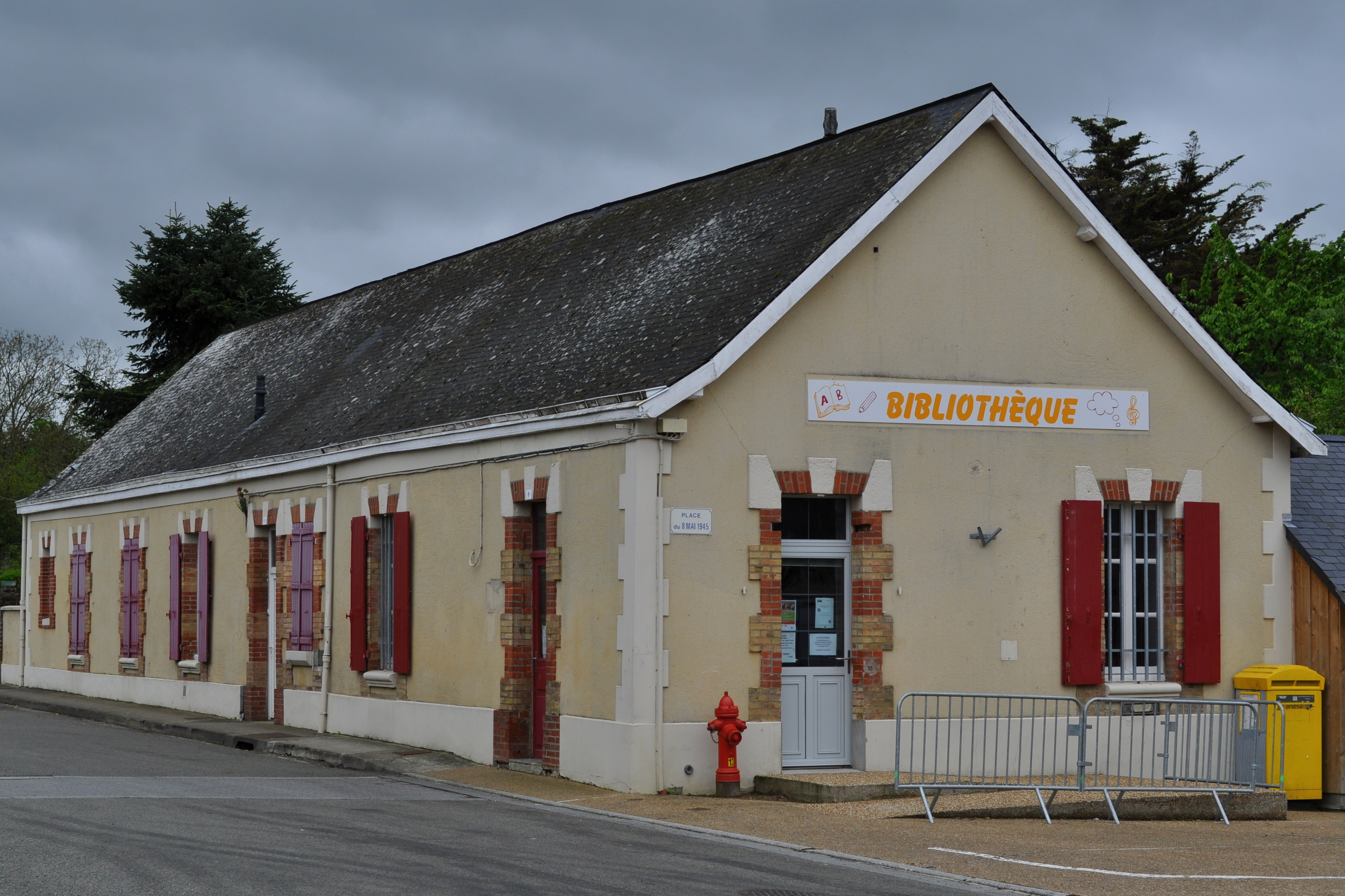
Bibliotheek

## Geografie
De oppervlakte van Requeil bedroeg op 1 januari 2022 13,89 vierkante kilometer; de bevolkingsdichtheid was toen 79,8 inwoners per km².

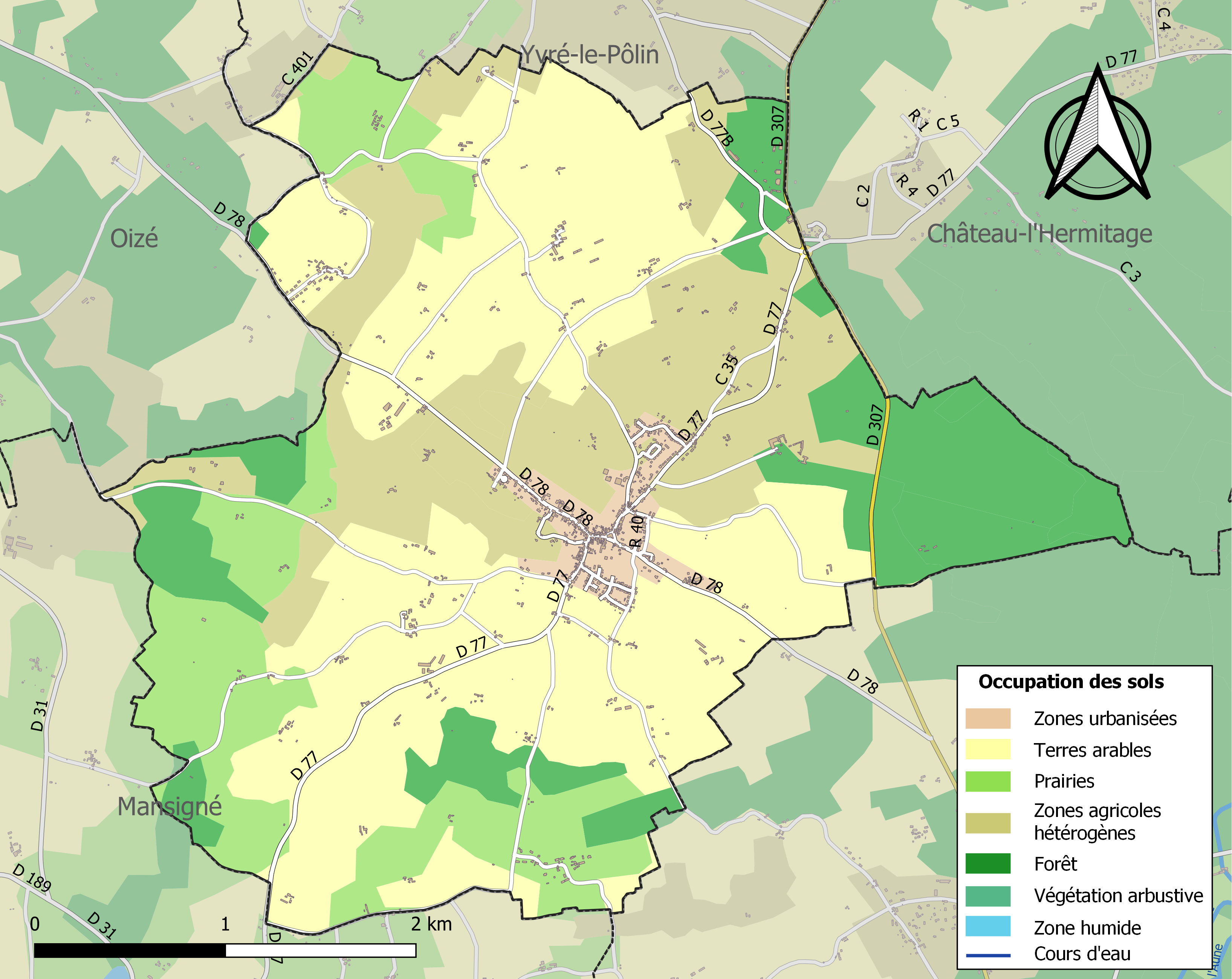
Kaart van de gemeente met de belangrijkste infrastructuur, bodemgebruik en omliggende gemeenten

## Demografie
Onderstaande figuur toont het verloop van het inwonertal (bron: INSEE-tellingen).